# Emiliano Zapata, San Fernando (Chiapas)
Emiliano Zapata är en ort i Mexiko.   Den ligger i kommunen San Fernando och delstaten Chiapas, i den sydöstra delen av landet, 700 km öster om huvudstaden Mexico City. Emiliano Zapata ligger 871 meter över havet och antalet invånare är 301.
Terrängen runt Emiliano Zapata är kuperad. Runt Emiliano Zapata är det ganska tätbefolkat, med 116 invånare per kvadratkilometer. Närmaste större samhälle är Tuxtla Gutiérrez, 15,5 km sydost om Emiliano Zapata. I omgivningarna runt Emiliano Zapata växer huvudsakligen savannskog.